# Lehota pod Vtáčnikom
Lehota pod Vtáčnikom (in tedesco Pfaffenhau, Schäfershau e Steffelshau, in ungherese Papszabadi) è un comune della Slovacchia facente parte del distretto di Prievidza, nella regione di Trenčín.
Il comune è composto dai centri di Veľká Lehota e Malá Lehota. Citati per la prima volta nel 1362, all'epoca la giustizia veniva amministrata secondo le norme del diritto germanico.